# Ovriá
Ovriá är en ort i Grekland.   Den ligger i prefekturen Nomós Achaḯas och regionen Västra Grekland, i den centrala delen av landet, 170 km väster om huvudstaden Aten. Ovriá ligger 77 meter över havet och antalet invånare är 5 838.
Terrängen runt Ovriá är varierad. Havet är nära Ovriá åt nordväst. Runt Ovriá är det ganska tätbefolkat, med 86 invånare per kvadratkilometer. Närmaste större samhälle är Patras, 6,2 km norr om Ovriá. Trakten runt Ovriá består till största delen av jordbruksmark.